# میدان هوایی کوپویل
میدان هوایی کوپویل (به انگلیسی: Naval Outlying Field Coupeville) یک فرودگاه نظامی است که یک باند فرود بتن دارد و طول باند آن ۱۶۴۶ متر است. این فرودگاه در کشور ایالات متحده آمریکا قرار دارد و در ارتفاع ۶۱ متری از سطح دریا واقع شده‌است.